# Tru-Vue
Tru-Vue è stata una società statunitense di Rock Island, nell'Illinois, fondata nel 1931 come sussidiaria delle aziende Rock Island Bridge e Iron Works di Rock Island, e chiusa nel 1951, anno in cui venne acquistata dalla Sawyer's, proprietaria del sistema rivale View-Master, che ne acquisì di conseguenza anche i diritti per riprodurre i personaggi Disney, divenendo conseguentemente un marchio di quest'ultima.
Con lo stesso nome si identifica anche il relativo sistema stereoscopico e i visori stereo. Nonostante il formato fosse già utilizzato in precedenza, la Tru-Vue fu infatti la prima a commercializzare delle diapositive stereoscopiche in sezioni di pellicola fotografica 35mm (filmstrips) in bianco e nero, da visualizzare con il relativo sistema di visori ad avanzamento orizzontale.
A partire dal 1951 la Sawyer's sostituì questo sistema con il più pratico sistema ad avanzamento verticale con schede rettangolari (stereocards), ognuna con sette coppie di diapositive stereoscopiche parallele. Con questo sistema, su cui venivano commercializzati i medesimi soggetti prodotti per il sistema View-Master, il marchio Tru-Vue rimase in produzione almeno fino alla metà degli anni sessanta.
La Tru-Vue ebbe il merito di rilanciare lo stereoscopio in un momento di declino del formato, sapendo interessare il pubblico tanto con soggetti paesaggistici, quanto con storie destinate all'infanzia.

## Principio di funzionamento

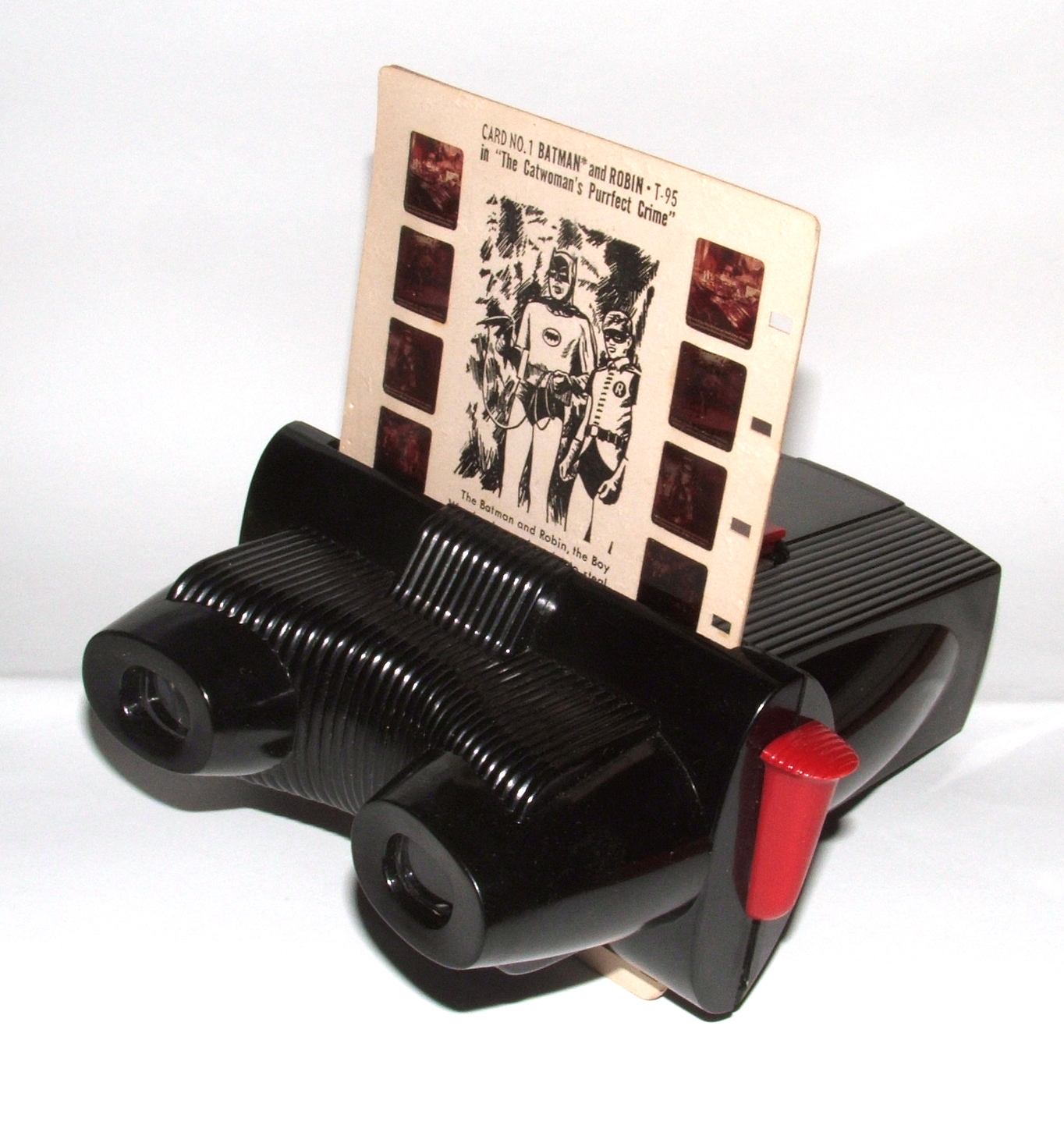
Visore Tru-Vue in bachelite del 1957, retroilluminato e ad avanzamento verticale

Il principio di funzionamento del visore stereoscopico Tru-Vue, è il medesimo dello stereoscopio perfezionato da David Brewster: al fine di riprodurre la visione tridimensionale della realtà, due immagini vengono riprese con due fotocamere i cui obiettivi sono posti alla medesima distanza degli occhi umani (tra i 5,5 cm e i 7,5 cm).
Le due immagini vengono successivamente stampate su una striscia di pellicola diapositiva in bianco e nero 35 mm, per il primo standard della Tru-Vue, oppure a colori 16 mm, montate su di una scheda di cartoncino rettangolare, per un totale di 7 coppie parallele, per lo standard successivo al 1951.
Ogni occhio deve vedere solamente l'immagine ad esso destinato, ciò si ottiene attraverso un visore stereoscopico in cui viene inserita la striscia di pellicola o la scheda rettangolare. In tal modo l'occhio sinistro vede solo l'immagine ripresa con la fotocamera sinistra, e l'occhio destro solo l'immagine ripresa con la fotocamera destra.
Il visore Tru-Vue, permette un avanzamento manuale della pellicola, mentre nel caso della scheda rettangolare, l'avanzamento avviene attraverso un meccanismo, che agevola l'avanzamento grazie ad una leva verticale posta sulla destra del visore stesso.

## Storia

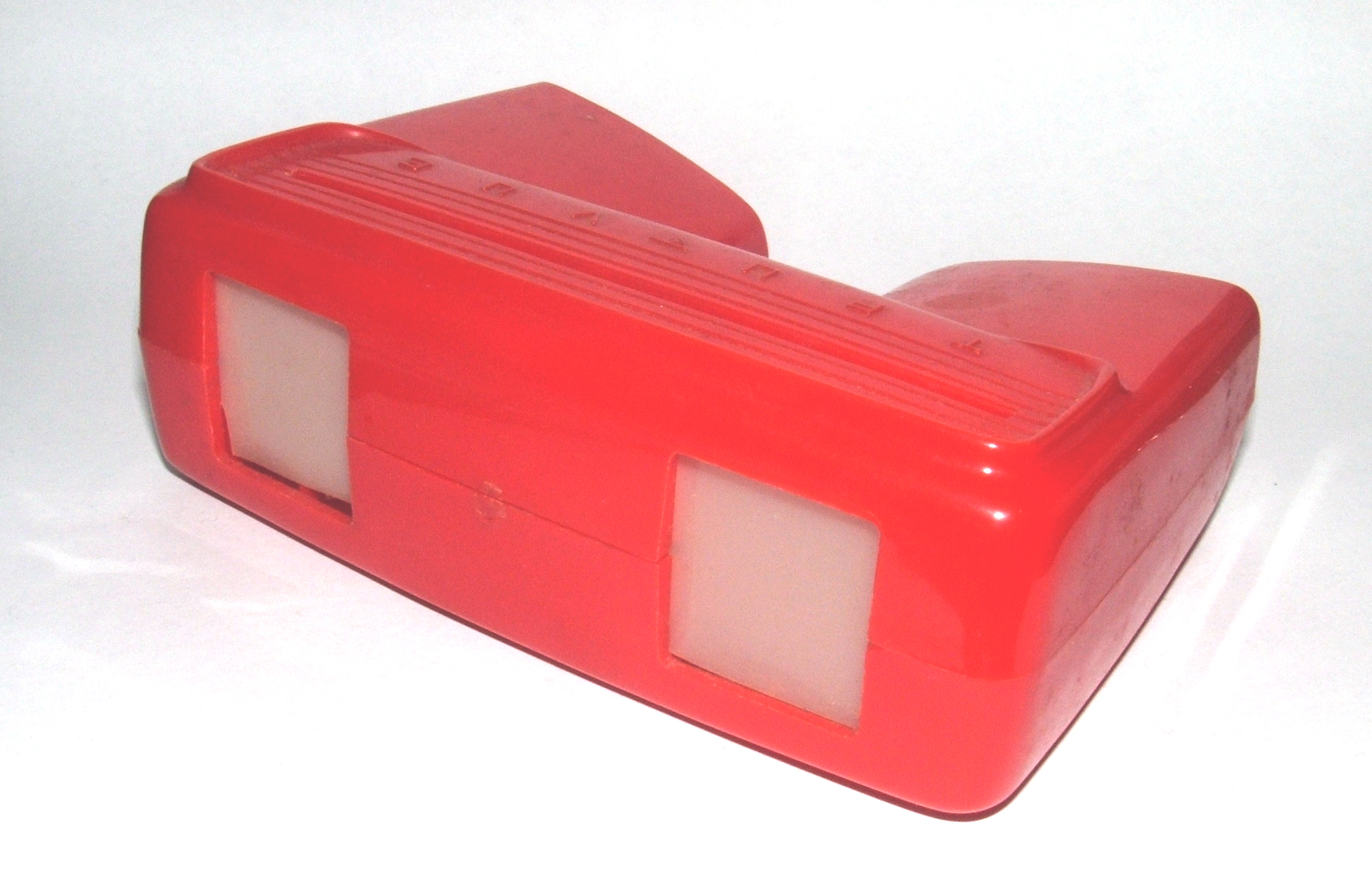
Visore economico Tru-Vue ad avanzamento verticale dei primi anni sessanta

Con il declino dello stereoscopio ottocentesco, si aprì la strada all'invenzione di nuovi formati e di nuovi sistemi stereoscopici, tra i quali il cinema. Già verso la fine dell'Ottocento, gli stereogrammi avevano cominciato ad essere prodotti su superfici trasparenti: da prima su una carta molto sottile e successivamente su vetro. L'invenzione della pellicola fotografica 35mm, inizialmente pensata per il cinema e sfruttata anche da sistemi appartenenti al precinema, portò a sperimentare questo formato anche per le immagini stereoscopiche.
Nel 1913, infatti, la fotocamera stereoscopica Homeos fu la prima ad adottare questo formato, e, nel 1920 anche le nuove Leica. Era inoltre commercializzato un visore per poter visualizzare in 3-D delle stampe a contatto realizzate dai negativi impressionati con fotocamera Homeos.
La Tru-Vue Company, viene fondata nel 1931, come sussidiaria delle compagnie Rock Island Bridge e Iron Works di Rock Island, nell'Illinois e nell'estate del 1933 presenta il suo sistema al Century of Progress Exposition di Chicago.
La compagnia ebbe un buon successo di mercato negli anni del New Deal, in un paese che cercava di riprendersi dal giovedì nero di Wall Street del 1929. Ma nel 1939 la Sawyer's di Portland, nell'Oregon, presentò il suo visore View-Master.
Negli anni seguenti la rivalità tra View-Master e Tru-Vue crebbe divenendo sempre più accesa sul finire degli anni quaranta-inizio dei cinquanta, nonostante la Tru-Vue avesse messo in produzione filmstrips a colori, rimpiazzando la sua precedente produzione in bianco e nero, la Tru-Vue aveva perso ormai molto mercato in favore del rivale, che poteva vantare un sistema più pratico e una campagna pubblicitaria più forte.
Nel 1951 la Sawyer's, la casa proprietaria del marchio View-Master, decide di acquistare così la Tru-Vue, facendone un marchio commercializzato parallelamente al suo prodotto principale, principalmente per poter così utilizzare i personaggi Disney, di cui la Tru-Vue deteneva ancora i diritti. Parallelamente, la Sawyer's decide di dismettere la produzione di filmstrips, sostituendole con le stereocards Tru-Vue: delle schede rettangolari di cartone, con 7 coppie di diapositive a colori (lo stesso numero, cioè, di immagini supportate dai View-Master reels, i dischetti del sistema rivale). La produzione di queste schede proseguì fino alla metà degli anni sessanta, dopodiché il marchio Tru-Vue sparì definitivamente dal mercato.

### Imitazioni e sistemi similari
In egual misura rispetto al suo rivale View-Master, il sistema Tru-Vue a filmstrips fu largamente imitato negli Stati Uniti e all'estero. Molti sistemi successivi perfezioneranno la gestione del delicato supporto, introducendo delle cartucce contenenti la pellicola, così da evitare danneggiamenti alla gelatina.
I sistemi che utilizzano strisce di pellicola 35mm a scorrimento orizzontale, sono spesso interscambiabili con il sistema Tru-Vue.
Numerosi sono gli stereoscopi che utilizzano un sistema a schede rettangolari a scorrimento verticale, precedenti o successivi all'adozione di tale formato per il tardo Tru-Vue, una volta acquistato dalla Sawyer's nel 1951.
Nonostante lo scarto tra gli occhi sia sempre il medesimo, le schede utilizzate da questi sistemi presentano vari formati e dimensioni e non sono perciò interscambiabili al contrario delle strisce di pellicola 35 mm o dei dischetti del sistema View-Master e delle sue imitazioni.
Di seguito viene riportato un elenco delle imitazioni del Tru-Vue e dei sistemi ad esso similari conosciuti che utilizzano il sistema a strisce di pellicola.
| Nome         | Casa produttrice             | Paese di produzione | Anno inizio produzione  | Anno fine produzione    | Note |
| ------------ | ---------------------------- | ------------------- | ----------------------- | ----------------------- | --- |
| 3Discover    | 3D Vision International Inc  | Canada              | 1998                    | 1998                    | Così come per il precedente Stereopocket, anche questo visore utilizza come supporto una cartuccia contenente una pellicola a scorrimento orrizontale. L'avanzamento avviene grazie a un motore e il visore offre inoltre la possibilità di aggiustare la distanza tra le due lenti (da 5,5 cm a 6,5 cm).                                                                                        |
| Celdé        | C.L.D.                       | Francia             |                         |                         | Il sistema Celdé, il cui appareil stéréoscopique era costruito in cartone rigido, utilizzava un insolito sistema a pellicola diapositiva 120 mm in bianco e nero, a scorrimento verticale. |
| Mikro-Kino   | Mikro-Kino Kommandiittiyhtiö | Finlandia           | anni cinquanta/sessanta | anni cinquanta/sessanta | Copia del visore Tru-Vue degli anni trenta, come supporto utilizzava strisce di pellicola in bianco e nero da 16 o 32 immagini. |
| Novelview    | Novelart Company             | Stati Uniti         | anni trenta             | anni trenta             | Sistema che, similarmente al Tru-Vue, utilizza strisce di pellicola diapositiva in bianco e nero 35 mm. |
| Pan-Pet      | Gakken Co.Ltd.               | Giappone            | 1969                    | 1969                    | Stereoscopio giapponese che utilizzava strisce di pellicola 35 mm da 20 immagini panoramiche ciascuna. La pellicola a scorrimento verticale, veniva fatta scorrere con delle manopole, le immagini, riflesse da specchi a 45°, venivano illuminate da un diffusore posto nella parte superiore del visore. La Gakken, sorta nel 1946, è tuttora operante nel campo dell'editoria per l'infanzia. |
| See-A-Show   | Kenner                       | Stati Uniti         | ?                       | ?                       | Visore stereoscopico a schede statunitense realizzato dalla Kenner in alcune sue linee di giocattoli. Esistono sicuramente almeno due versioni, la prima realizzata per la linea di giocattoli ispirata alla serie televisiva L'uomo da sei milioni di dollari e la seconda realizzata per lo spin-off di quest'ultima, La donna bionica.                                                        |
| Stéréo Alain |                              | Francia             | anni cinquanta          | anni cinquanta          | Come il Celdé anche questo stereoscopio utilizzava pellicola 120 mm a scorrimento verticale. Veniva commercializzato con vedute di Lourdes. |
| Stereopocket | 3Diland                      | Italia              | 1976                    | 1976                    | L'italiano Stereopocket della 3Diland, utilizza un originale sistema a cartuccia, all'interno della quale scorre una pellicola diapositiva con 50 coppie di immagini stereoscopiche. |
| Super-View   | The Hong Kong Viewers        | Hong Kong           | -                       | -                       | Versione cinese del giapponese Pan-Pet prodotto dalla Gakken e che ne sfruttava lo stesso sistema. |
| Super Views  | Aussie                       | Australia           | anni cinquanta          | anni cinquanta          | Raro stereoscopio australiano che utilizza pellicola diapositiva 35 mm, similmente al formato Tru-Vue.. |
| True-Vue     | Signalling Equipment Ltd.    | Regno Unito         | anni cinquanta          | anni cinquanta          | Vera e propria imitazione inglese dello stereoscopio Tru-Vue del 1947. Utilizzava, come l'originale, strisce di pellicola 35 mm in bianco e nero, proponendo vedute inglesi. |